# 다이요 백화점 화재

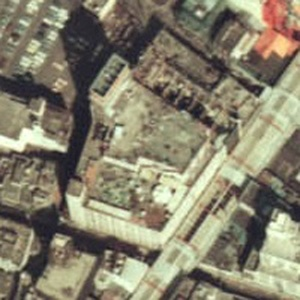
다이요 백화점 (1975년 3월 4일 촬영)

다이요 백화점 화재(일본어: 大洋デパート火災)는 1973년 11월 29일 오후 1시 15분 구마모토현 구마모토시 주오구 시모토리에 있던 다이요 백화점에서 발생한 화재이다. 103명이 사망하고 124명이 부상을 입었다.
1979년 10월, 다이요 백화점 부지에 유니드 (Uneed) 자본에 의한 백화점과 슈퍼마켓의 복합 상업 시설로서 구마모토 성옥(熊本城屋)을 개업했다. 그 후, 유니드 통합 등의 우여곡절을 거쳐 다이요 백화점이었던 건물은 다이에의 직영 점포 다이에 구마모토 시모토리 점으로 현재 운영되고 있다.

## 같이 보기
- 센니치 백화점 화재
- 대아호텔 화재
- 대왕코너 화재
- 울산 삼환아르누보 화재